# Амурский тигр
Аму́рский тигр, или уссури́йский тигр — популяция подвида тигра Panthera tigris tigris, населяющая Дальний Восток России и Северо-Восточный Китай, также существует информация о небольшой популяции в Северной Корее.
Аму́рский (Уссури́йский) тигр занесён в Красную книгу Российской Федерации.

## Распространение и среда обитания
Амурские тигры живут в охраняемой зоне на юго-востоке России, по берегам рек Амур и Уссури в Амурской области, Хабаровском и Приморском краях, Еврейской автономной области. Более всего амурские тигры распространены в предгорьях Сихотэ-Алинь в Лазовском районе Приморского края, где на сравнительно небольшой территории живёт каждый шестой дикий амурский тигр (2003). Планируется расселить амурских тигров на территории Плейстоценового парка в Якутии. По сведению российских зоологов, есть информация, что небольшая группа амурских тигров может обитать в северной части КНДР. Количество северокорейских тигров оценивают в 20 особей.
Оптимальные местообитания амурских тигров находятся в кедрово-широколиственных лесах, образующих собственный низкогорный пояс на склонах Сихотэ-Алиня, а также сохраняющихся в пределах России на юге Буреинского хребта и Малом Хингане. Менее предпочтительны для тигров вторичные широколиственные леса, возникшие после рубок и пожаров на месте первобытных смешанных лесов. Чем сильнее такие леса повреждались людьми, тем меньше в них полосатых хищников. Некоторые тигры спускаются на равнинные широколиственно-лесные и подтаежные ландшафты, протянувшиеся вдоль Уссури и Амура, где леса чередуются с полями. Бывает, тигры поднимаются в среднегорный пояс темнохвойных лесов (еловых с пихтой) и проникают в леса, образованные лиственницей.

## Численность
В конце XIX века ежегодно добывали до 100 зверей, а в 1912 году — около 60 особей. Поголовье хищника сокращалось примерно до 1940 года, когда, предположительно, осталось лишь 30—40 особей. В 1958—1959 годах было учтено около 100 особей (65 в Приморском крае и 35 в Хабаровском), в 1964 году — 120, в 1968 году — 140, в 1970—150, в 1978—200, из них 8—10 особей в Сихотэ-Алинском заповеднике и около 15 взрослых тигров в Лазовском заповеднике. Всего в России на 1996 год насчитывалось около 415—476 особей. Около 10 % (30 особей) популяции амурского тигра обитает в Китае (в Маньчжурии).
По данным единовременного учёта 2005 года, численность амурского тигра на юге Дальнего Востока России составляла 423—502 особи (или 334—417 взрослых особей тигра и 97—112 тигрят). В апреле 2013 года численность тигров на Дальнем Востоке оценивалась в 450 особей. По данным тигриной переписи 2015 года, на российском Дальнем Востоке обитали 523—540 амурских тигров. Это ровно столько, сколько вмещают в себя участки уссурийской тайги. Есть планы[чьи?] — расселить тигра в пределах его исторического ареала, то есть возвратить в те места, где он когда-то обитал, но потом был истреблён. Таким образом, численность тигров может вырасти до 750. Однако это возможно лишь за счёт интенсивного увеличения поголовья копытных, составляющих основу рациона тигров.
На начало 2022 года, по словам заместителя директора Института проблем экологии и эволюции им. А. Северцова Российской академии наук, начальника постоянно действующей экспедиции РАН Вячеслава Рожнова, амурские тигры уже не были в критическом положении; на территории России постоянно находились примерно 600 особей.
В июле 2025 года председатель наблюдательного совета АНО «Центр „Амурский тигр“» Константин Чуйченко заявил, что численность выросла до 750 особей и амурский тигр больше не находится под угрозой вымирания. Особо отмечается, что в России созданы особо охраняемые природные территории на 25 % ареала обитания амурского тигра и страна является одним из лидеров по сохранению хищника и реализации национальных обязательств по выполнению глобальной программы восстановления популяции.

## Описание
Амурский тигр относится к наиболее крупным подвидам. Шерсть гуще, чем у тигров, живущих в тёплых районах, а его окрас светлее. Основной окрас шерсти в зимнее время — оранжевый, а живот белый.
Это единственный подвид тигра, представители которого имеют на брюхе пятисантиметровый слой жира, защищающий от леденящего ветра при крайне низких температурах. Тело вытянутое, гибкое, голова округлая, лапы недлинные, хвост длинный. Уши очень короткие, так как он обитает в холодной местности. Амурский тигр различает цвета. Ночью он видит в пять раз лучше, чем человек.
Средний весовой диапазон амурских тигров составляет 180—306 кг для самцов и 100—167 кг для самок. Общая длина самцов при этом составляет 270—330 см, а самок — 240—275 см. Длина черепа самцов варьируется от 34,1 до 38,3 см, а самок — от 27,9 до 31,8 см. В 2005 году группа российских, американских и индийских зоологов опубликовала анализ исторических и современных данных о массе тела диких и содержащихся в неволе амурских тигров, как самцов, так и самок. Результаты этого анализа показывают, что исторически средняя масса самцов амурских тигров в дикой природе составляла 215,3 кг, а самок − 155,5 кг, в то время как в наши дни средняя масса самцов составляет около 176,4 кг, а самок — 117,9 кг. Самые крупные самцы, носящие радиоошейник, в настоящее время весят 212 кг и 225 кг.
Амурский тигр традиционно считается крупнейшим ныне живущим представителем семейства кошачьих, но бенгальские тигры в настоящее время могут быть значительно крупнее, данные о крупных представителях тигров из этой популяции недостаточно достоверны. Самым крупным самцом амурского тигра для которого существуют достоверные данные, по всей видимости был 254 кг самец, взвешенный в 1911 году. Однако, в литературе встречаются малонадежные данные о тиграх массой до 390 кг.

## Образ жизни
Амурский тигр — властелин огромных территорий, площадь которых у самки составляет 300—500 км², а у самца — 600—800 км². Если в пределах своих владений корма достаточно, то тигр не покидает свою территорию. При недостатке дичи увеличивается количество случаев нападения тигров на домашний скот и собак. Амурский тигр активен ночью. Самцы ведут одиночный образ жизни, самки же нередко встречаются в группах. Тигры приветствуют друг друга особыми звуками, образующимися при энергичном выдыхании воздуха через нос и рот. Знаками выражения дружелюбия также являются прикосновения мордами, и даже трение боками.

### Размножение
Половое созревание наступает с 4—5 лет. Период спаривания не приурочен к определённому сезону. Самка во время течки оставляет метки мочи и царапины на коре деревьев. Поскольку владения тигров очень большие, самка нередко сама отправляется на поиски партнёра. Она готова к спариванию на третий—седьмой день течки. Спаривание у тигров многократное, в это время животные держатся вместе. Затем самец покидает самку и отправляется на поиски новой партнёрши. Спустя 95—112 дней рождается 3—4 слепых детёныша. Мать кормит их молоком. Глаза тигрят открываются примерно через 9 дней, а в двухнедельном возрасте у них начинают расти зубы. Тигрята впервые покидают убежище в возрасте двух месяцев. Мать приносит им мясо, хотя ещё 5—6 месяцев продолжает кормить молоком. С шести месяцев тигрята сопровождают мать во время охоты. Самка учит детёнышей охотиться. Такая подготовка к самостоятельной охотничьей жизни длится долгие месяцы. Тигрята много играют, что также помогает им усвоить необходимые для охоты навыки. В годовалом возрасте детёныши впервые отправляются на самостоятельную охоту, а к двум годам они уже способны одолеть крупную добычу. Однако первые несколько лет своей жизни тигрята держатся с матерью. Тигрица охотится вместе с молодыми тиграми до тех пор, пока они не достигнут половой зрелости.

### Питание
Несмотря на огромную силу и развитые органы чувств, тигру приходится очень много времени уделять охоте, поскольку успехом завершается только одна из 10 попыток. Тигр ползком подбирается к своей жертве, двигается при этом он особенным образом: выгнув спину и упираясь задними лапами в землю. Мелких животных он убивает, перегрызая горло, а крупных сначала валит на землю и лишь затем перегрызает шейные позвонки.
Если попытка завершается неудачей, то тигр удаляется от потенциальной жертвы, так как повторно нападает редко. Убитую добычу тигр обычно тащит к воде, а перед сном прячет остатки трапезы. Ему часто приходится отгонять конкурентов. Тигр ест лёжа, придерживая добычу лапами. Специализация тигров — охота на крупных копытных животных, однако при случае они не брезгуют также рыбой, лягушками, птицами и мышами, едят и плоды растений. Основу рациона составляют изюбрь, пятнистый олень, косули, кабаны, гималайские медведи, лоси и мелкие млекопитающие. Суточная норма тигра — 9-10 кг мяса. Для благополучного существования одного тигра необходимо порядка 50-70 копытных в год.
Несмотря на распространённое мнение о людоедстве, амурский тигр, в отличие от бенгальского, редко нападает на человека и заходит в населённые пункты. На самом деле он всячески старается избегать человека. С 1950-х годов в Приморском и Хабаровском краях в пределах населённых пунктов зафиксировано лишь около десятка попыток нападения на человека. В тайге нападения даже на преследующих охотников довольно редки.

## Филогенетическое отношение к туранскому тигру
В начале XXI века исследователи из Оксфордского университета, Национального института рака США и Еврейского университета в Иерусалиме собирали образцы тканей из останков 23 туранских тигров, которые хранятся в музеях по всей Евразии. Учёными был секвенирован по крайней мере один сегмент пяти митохондриальных генов (ND5, ND6, CytB, ND2, и COI (1257 bp)) — наблюдается низкая изменчивость митохондриальной ДНК у туранского тигра по сравнению с другими подвидами. При оценке филогенетических отношений наблюдается замечательное сходство между туранским и амурским подвидами тигра, указывающее, что популяция амурского тигра является генетически близкой туранским тиграм, и на исторически недавнее общее происхождение двух этих таксонов. Данные филогеографического анализа показывают, что общий предок туранского и амурского тигров колонизировал Центральную Азию через регион Шёлкового пути (провинция Ганьсу) из восточного Китая менее чем 10 тысяч лет назад, а впоследствии, распространившись на восток, образовал популяцию амурского тигра на Дальнем Востоке России. Действия человека могут быть решающим фактором в изоляции ареалов популяций туранских и амурских тигров друг от друга, которые, вероятно, исторически имели непрерывный ареал.
Авторы исследования также указывают, что оба подвида, по-видимому, должны быть сведены в один. В то же время, они подчеркивают, что существуют разногласия относительно возможности диагностирования подвидов на основе мтДНК. Данные ядерной ДНК могли бы помочь в решении этого вопроса. Окончательное сведение подвидов в один возможно, если будут обнаружены маркеры ядерных микросателлитных, которые отличаются у разных подвидов тигра.
Хотя ядерные маркеры труднее восстановить из древней ДНК. Кроме того, если будут найдены исторические образцы амурских тигров, несущие гаплотипы каспийских тигров, то это также укажет на отсутствие различий между двумя подвидами. Однако, поскольку туранский тигр был истреблён и несколько неповреждённых образцов сейчас находятся в музейных коллекциях, пересматривать первоначальные морфологические оценки отличий обоих подвидов трудно.

## Охрана
В 1947 году амурский тигр был взят под охрану — в СССР охота на него была полностью запрещена. Амурский тигр также был занесён в Красную книгу России. Меры по его сохранению закреплены постановлением Правительства России от 7 августа 1995 г. № 795 «О сохранении амурского тигра и других редких и находящихся под угрозой исчезновения видов диких животных и растений на территориях Приморского и Хабаровского краев».
Первая «Стратегия сохранения амурского тигра в России» была утверждена Министром охраны окружающей среды и природных ресурсов Российской Федерации 24 июня 1996 года. Целью было обобщить полувековой опыт охраны и изучения амурского тигра в России, наметить всеобъемлющую систему мер по его сохранению. В результате в 1997—2008 годах удалось достичь стабилизации численности животных с постепенным её ростом и расширением ареала хищника.
В апреле 2007 года эксперты Всемирного фонда дикой природы (WWF) объявили, что популяция амурских тигров достигла столетнего максимума и что тигр больше не находится на грани вымирания.
В 2008 году в России была начата Программа изучения амурского тигра на российском Дальнем Востоке, разработанная РАН. Целью программы является разработка научных основ сохранения этого хищника. Для изучения амурского тигра используются самые современные методы исследований: ошейники со спутниковыми GPS/ГЛОНАСС-навигаторами, фотоловушки, молекулярно-генетические методы исследования тигров и т. д..
В 2008—2009 годах состоялась комплексная экспедиция сотрудников ИПЭЭ РАН в рамках Программы «Амурский тигр» на территории Уссурийского заповедника Дальневосточного отделения РАН в Приморском крае Дальнего Востока России. Удалось выяснить, что на этой территории обитает шесть особей амурских тигров. С помощью спутниковых ошейников учёные следят за их маршрутами, и для первой помеченной самки тигра в течение года удалось получить 1222 локации. Согласно опубликованным исследованиям животное использует площадь почти 900 км² — при том, что площадь заповедника — всего 400 км². Это означает, что тигры выходят далеко за пределы охраняемой зоны, подвергаясь повышенной опасности. Эти данные, согласно публикации, дают основание говорить о необходимости создания охранной зоны заповедника и регламентации деятельности человека за его пределами.
В июле 2010 года в России была утверждена национальная Стратегия сохранения амурского тигра.
В ноябре 2010 года в Санкт-Петербурге состоялся Международный форум по проблемам, связанным с сохранением тигра на Земле, в котором приняли участие представители 13 стран ареала тигра (России, Таиланда, Вьетнама, Бангладеш, Бутана, Камбоджи, Китая, Индии, Индонезии, Лаоса, Малайзии, Мьянмы и Непала). В ходе форума была утверждена глобальная программа по восстановлению численности тигра и принята декларация по сохранению тигра.
Летом 2013 года Русским географическим обществом по инициативе президента России В. В. Путина был создан специальный Фонд — «Центр „Амурский тигр“». Фонд будет заниматься сохранением и увеличением популяции амурского тигра. Финансироваться он будет из внебюджетных источников. В финансировании программы принял участие благотворительный фонд «Константиновский».
Большая коллекция амурских тигров находится на территории сафари-парка Тайган в Крыму.
В то же время, активная вырубка лесов в местах обитания этого вида, в том числе китайскими компаниями, и браконьерство создают новую угрозу для его выживания.
В Китае за убийство амурского тигра, в том числе с целью самозащиты, предусмотрена смертная казнь.
- Тигриные ООПТ
- Тигрица Золушка в заповеднике «Бастак»
- Национальный парк «Зов тигра», река Милоградовка
- Тигрица Анна Савельевна в Сихотэ-Алинском заповеднике

## Программа интродукции тигра в Казахстане
В июне 2018 году создан Государственный природный резерват Иле-Балхаш (резерват) в Балхашском районе Алматинской области, где планируется программа интродукции тигра в Казахстан.

## В геральдике
Амурский тигр изображён на флаге и гербе Приморского края и города Владивостокa, а также на многих геральдических символах городов и районов края. Также амурский тигр изображён на гербе города Хабаровска, гербе Еврейской автономной области и был изображён на гербе Хабаровского края.
До 1878 года тигр был также изображён на гербе Иркутска, но при утверждении гербов губерний императором Александром II в Санкт-Петербургскую геральдику пришло описание герба Иркутской губернии с сибирским словом «бабр» (тигр), которое было «исправлено» чиновником геральдики на «бобр».

## В филателии и нумизматике
- Амурский тигр. Монета Банка России — Серия: «Красная книга», серебро, 1 рубль, 1993 год[45]
- Почтовая марка СССР 1959 года
- Почтовая марка СССР, 1970 год
- Почтовая марка СССР, 1977 год
- 100-летие Московского зоопарка. Амурский тигр, или уссурийский тигр (Panthera tigris tigris)
- Малый лист «Тигр (Panthera tigris)»
- Амурская тигрица с тигрятами на почтовой марке России. Художник А.Тарасов; 1992 г.

## Галерея
- Глаз амурского тигра
- Голова амурского тигра
- Амурский тигр в зоопарке города Буффало
- Амурский тигр в зоопарке Ольборга, Дания
- Челябинский зоопарк
- Амурская тигрица с детёнышем в Амстердамском зоопарке
- Амурский тигр Алексей в зоопарке г. Детройт